# 창지 후이족 자치주
창지 후이족 자치주 (중국어 간체자: 昌吉回族自治州, 병음: Chāngjí Huízú Zìzhìzhōu, 위구르어: سانجى خۇيزۇ ئاپتونوم ئوبلاستى 산지 후이족 자치주)는 신장 위구르 자치구에 위치한 자치주이다. 신장의 북동쪽에 위치해 있고, 면적은 73,659km2이다. 중심지는 창지 시이다.

## 행정 구역
2개의 현급시, 4개의 현과 1개의 자치현이 있다.
- 현급시
  - 창지 시(산지 시)(위구르어: سانجى شەھىرى, 중국어: 昌吉市)
  - 푸캉 시(중국어: 阜康市)
- 현
  - 후투비 현(쿠투비 현)(위구르어: قۇتۇبى ناھىيىسى, 중국어: 呼图壁县)
  - 마나쓰 현(마나스 현)(위구르어: ماناس ناھىيىسى, 중국어: 玛纳斯县)
  - 치타이 현(구충 현)(위구르어: گۇچۇڭ ناھىيىسى, 중국어: 奇台县)
  - 지무싸얼 현(지미사르 현)(위구르어: جىمىسار ناھىيىسى, 중국어: 吉木萨尔县)
- 자치현
  - 무러이 카자흐 자치현(모리 카자크 자치현)(위구르어: مورى قازاق ئاپتونوم ناھىيىسى, 중국어: 木垒哈萨克自治县)

## 주민
2002년의 조사에 따르면 창지의 주민 수는 150만 3,097명으로 나타났다(인구 밀도는 1km2당 19.49명).

## 2000년의 창지의 민족 조사
| 민족       | 인구      | %      |
| ---------- | --------- | ------ |
| 한족       | 1,129,384 | 75,14% |
| 후이족     | 173,563   | 11.55% |
| 카자흐족   | 119,942   | 7.98%  |
| 위구르족   | 58,984    | 3.92%  |
| 몽골족     | 6,062     | 0.4%   |
| 둥샹족     | 2,908     | 0.19%  |
| 만주족     | 2,828     | 0.19%  |
| 우즈베크족 | 2,189     | 0.15%  |
| 기타       | 7,237     | 0.48%  |